# Jiří Ježek

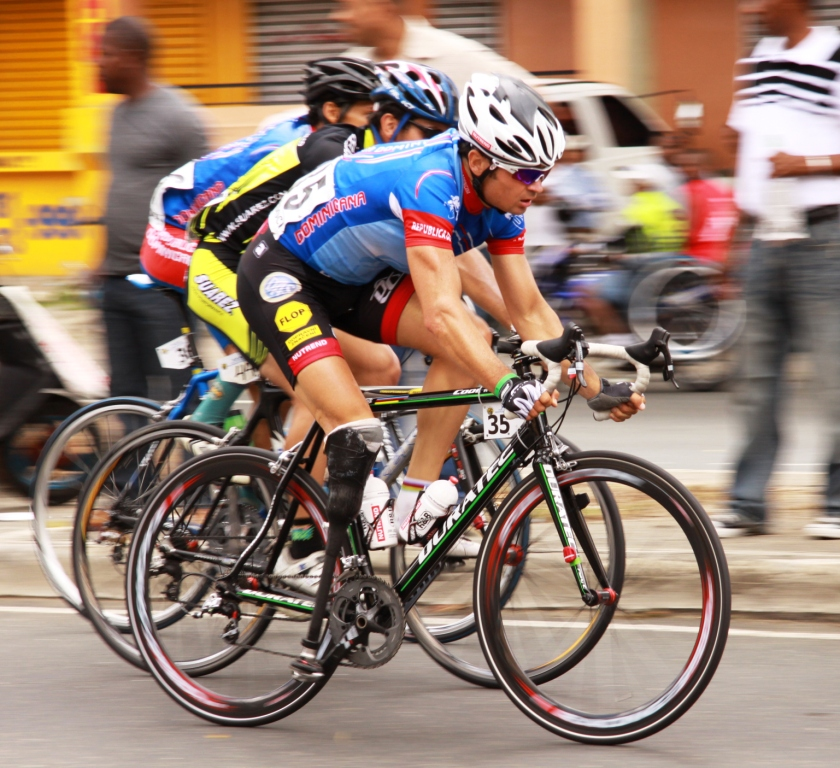
Jiří Ježek bei einem Rennen in der Dominikanischen Republik 2009

Jiří Ježek (* 16. Oktober 1974) ist ein tschechischer Radsportler. Er startet in der Paracycling-Klasse C4 (früher LC2).

## Karriere
Ježek gewann bei den Sommer-Paralympics 2008 in Peking in der Klasse LC2 die Goldmedaille in der Einerverfolgung auf der Bahn und im Einzelzeitfahren auf der Straße sowie Silber im 1000-Meter-Zeitfahren auf der Bahn. Im Teamsprint der Klasse LC1-4 CP3/4 gewann er Bronze.
Bei den Paracyclingweltmeisterschaften 2011 gewann Ježek den Titel in der Einerverfolgung der Klasse C4. In dieser Disziplin gewann er bei den Paralympics 2012 die Silbermedaille. Außerdem wurde er bei denselben Paralympics Titelträger im Einzelzeitfahren. In der Einerverfolgung der UCI-Paracycling-Bahnweltmeisterschaften 2014 wurde er Zweiter.
Im Elitebereich wurde Ježek 2009 Dritter einer Etappe der Vuelta a la Independencia Nacional. In drei Saisons fuhr er für UCI Continental Teams: 2010 für das rumänische Tusnad Cycling Team und in den Jahren 2016 und 2017 für das Team Dukla Praha.

## Erfolge
2008
- Paralympics – Einerverfolgung Bahn (Klasse LC2)
- Paralympics – 1000-Meter-Einzelzeitfahren Bahn (Klasse LC2)
- Paralympics – Team Sprint (Klasse LC1-4 CP3/4) mit Jiří Bouška und Tomáš Kvasnička
- Paralympics – Einzelzeitfahren Straße (Klasse LC2)

2011
- Para-Weltmeister – Einerverfolgung (Klasse C4)[1]

2012
- Paralympics – Einerverfolgung Bahn (Klasse C4)
- Paralympics – Einzelzeitfahren Straße (Klasse C4)

2014
- Weltmeisterschaft – Einerverfolgung Bahn (Klasse C4)[2]

## Teams
- 2010 Tusnad Cycling Team
- 2016–2017 Team Dukla Praha